# Lista över Googles tjänster och produkter
Googles publikt lanserade tjänster och produkter.

## Tjänster

### Söktjänster
- Sökmotorn Google
- Google Bildsökning
- Google Grupper  - sökning efter inlägg på Usenet
- Google Böcker - ett omfattande projekt för att göra innehållet i tryckta böcker sökbart. Vid presentationen hösten 2004 hette projektet Google Print. Äldre böcker scannas i samarbete med bibliotek (library project) och nyare böcker digitaliseras i samarbete med förlag (publisher program). Ambitionen är att digitalisera 15 miljoner böcker på tio år, vilket troligen gör projektet till världens största av sitt slag.
- Google Patents  - sökning av (amerikanska) patent
- Google Scholar - Låter dig söka på kurslitteratur, du kan till och med se på vilka bibliotek den finns tillgänglig
- Google Special
- Google Suggest  - en söktjänst som kommer med förslag till sökningar (engelska)

### Övriga tjänster
- Gmail  - en gratis webb-baserad e-post-tjänst, lanserad av Google den 31 mars 2004.
- Google Nyheter  - en sammanställning av nyheter från många olika nyhetswebbplatser
- Google AdSense - annonssystem för externa webbplatser
- Google Answers
- Google Calendar
- Google Checkout - Betalning via nätet
- Google Docs & Spreadsheets  - online ordbehandling och kalkyler
- Google Knol Googles svar på Wikipedia[1]
- Google Locals  - en lokal katalog för affärsverksamhet och service.
- Google Maps  - En kart- och satellitbildstjänst.
- Google Page Creator - en tjänst för att skapa egna webbsidor (och hela webbplatser)
- iGoogle  - en tjänst för att skapa en personlig Google-startsida
- Google Video  - En söktjänst där man kan ladda upp videoklipp och visa för andra

- Google Desktop - Sökning av filer på datorn
- Google Earth  - En satellitbildtjänst över hela världen i 3D
- Google Picasa  - ett bildorganiseringsprogram med redigeringsfunktioner
- Google SketchUp
- Google Talk  - Ett konversationsprogram (eller tjatt) där det även går att ringa med video. Konkurrerar med exempelvis MSN Messenger
- Google Toolbar
- Google TV

## Övrigt
- Google Labs  - Googles sajt där olika projekt, vanligen i uttestningsfasen presenteras

- Google Lively är en webbaserad tjänst som tillhandahålls av Google. Tjänsten påminner till viss del om Second Life och är gratis.[2][3][4] För tillfället finns stöd för användare av Windows Xp/Vista och Internet explorer eller Firefox. Stöd för Linux och mac OS X är under utveckling.